# Pimelea physodes
Pimelea physodes är en tibastväxtart som beskrevs av William Jackson Hooker. Pimelea physodes ingår i släktet Pimelea och familjen tibastväxter. Inga underarter finns listade i Catalogue of Life.